# Ekstremofil

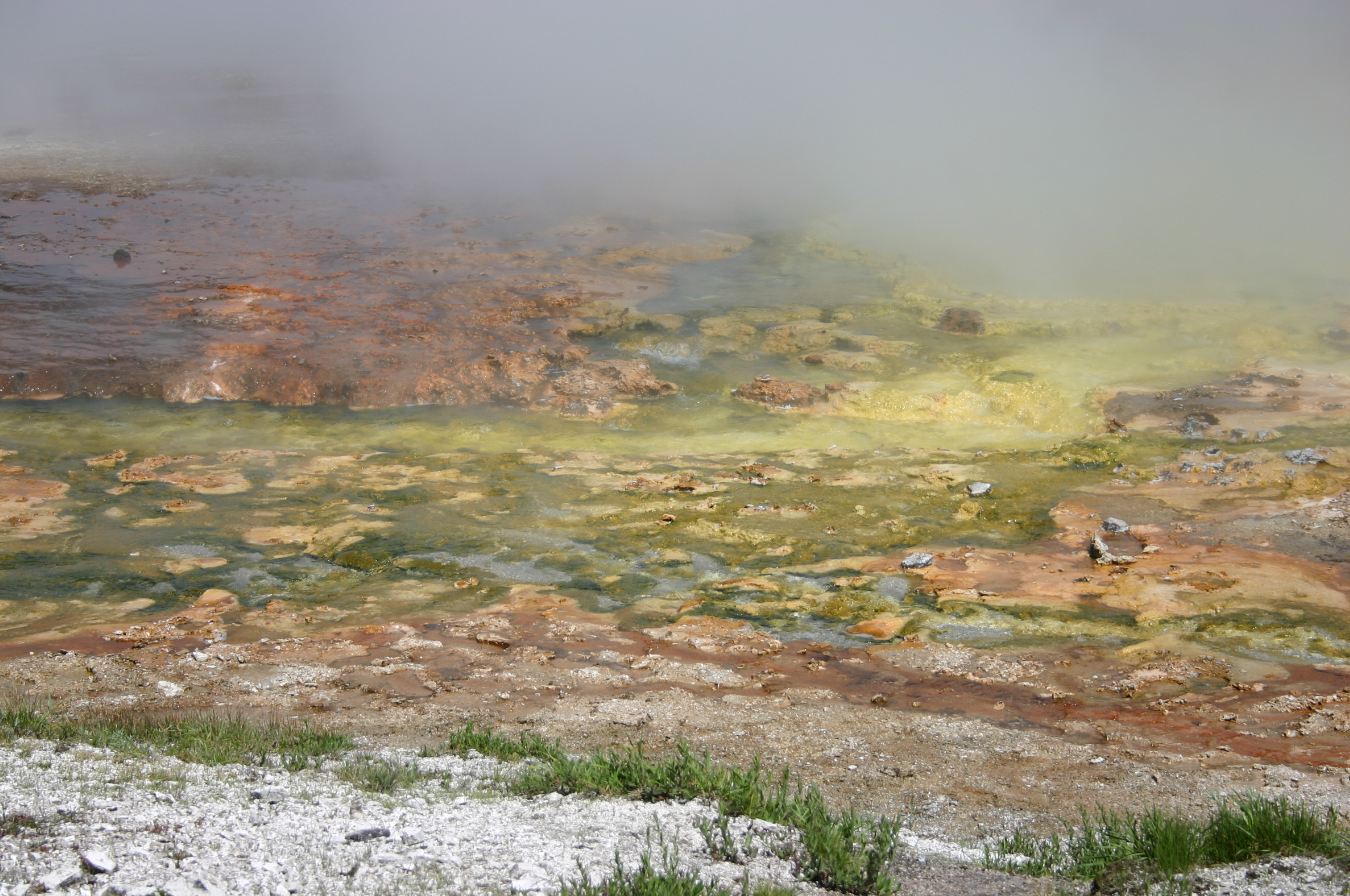
Gejzer z matami archeanów

Ekstremofil – organizm tolerujący lub wymagający do życia skrajnych zakresów zmienności czynników środowiskowych. W większości przypadków ekstremofile to organizmy jednokomórkowe należące do domeny Archaea, ale są wśród nich także przedstawiciele innych grup. Znane są także organizmy wielokomórkowe żyjące w skrajnych warunkach środowiskowych. Przykładowo, owady z rodziny Grylloblattidae (rząd Grylloblattodea) należą do psychrofili (organizmów żyjących w skrajnie niskich temperaturach). Określenia te bywają też używane względnie, np. roślina uznana za kserofita w strefie umiarkowanej byłaby higrofitem w strefie pustyń.
Odkryta w czerwcu 2008 roku bakteria z gatunku Chryseobacterium greenlandensis przeżyła 120 tysięcy lat na głębokości 3 tysięcy metrów w lodzie na Grenlandii.

## Typy ekstremofili
- acydofil: organizm dla którego optymalne pH środowiska wynosi <3,
- alkalifil: organizm dla którego optymalne pH środowiska wynosi >9,
- anaerob: organizm niewymagający tlenu,
- barofil: zobacz piezofil,
- endolit: organizm żyjący wewnątrz skał,
- halofil: organizm tolerujący wysokie stężenia soli, zwłaszcza NaCl (powyżej 10%),
- heliofil (heliobiont): organizm słońcolubny, wymagający środowiska dobrze oświetlonego,
- hypolit: organizm żyjący wewnątrz skał na zimnych obszarach pustynnych,
- kserofil: organizm wymagający bardzo małej ilości wody do przeżycia,
- mesofil: organizm żyjący w zakresie temperatur 15–60 °C,
- metalotolerant: organizm zdolny do życia w środowisku zawierającym dużą koncentrację metali ciężkich (miedź, kadm, arsen, cynk),
- mikroaerofil: organizm wymagający mniejszego stężenia tlenu niż występuje w atmosferze ziemskiej,
- oligotrof: organizm żyjący w środowisku zawierającym minimalną ilość pożywienia,
- osmofil: organizm tolerujący wysokie ciśnienie osmotyczne (np. wysokie stężenie cukrów)(zobacz również halofil),
- piezofil: organizm żyjący w warunkach dużego ciśnienia hydrostatycznego (zobacz również barofil),
- kriofil (psychrofil): organizm mający optimum w zakresie temperatur <15 °C (także bytujący w okolicach 0 °C),
- termofil: organizm ciepłolubny, wymagający temperatury powyżej 20 °C (hipertermofil – od 80–150 °C, ultratermofil – teoretycznie powyżej 150 °C, u znanych form życia w tej temperaturze następuje rozpad DNA i białek[1]),
- organizmy zdolne do przetrwania dużych dawek promieniowania jonizującego.